# Pleoticus
Genre
Pleoticus est un genre de crustacés décapodes dont les représentants ressemblent à des crevettes.

## Liste des espèces
- Pleoticus muelleri (Bate, 1888) - salicoque rouge d'Argentine
- Pleoticus robustus (S. I. Smith, 1885) - salicoque royale rouge
- Pleoticus steindachneri (Balss, 1914)